# 支持烏克蘭聯合聲明
2023年7月12日，在維爾紐斯舉行的北大西洋公約組織峰會上，七大工業國（美國、日本、德國、英國、法國、意大利、加拿大）領袖及歐洲理事會與歐盟委員會主席達成一致，共同簽署名為《支持烏克蘭聯合聲明》的框架文件。該聲明歡迎所有國家加入。

## 保障烏克蘭安全的前期工作
2022年5月24日，烏克蘭總統辦公室主任安德烈·葉爾馬克（Андрій Єрмак）和前北大西洋公約組織秘書長安諾斯·福格·拉斯穆森共同領導的國際小組成立，其任務是為烏克蘭提供安全保障方案。該小組在7月1日召開了首次會議，並在9月13日發表了一份名為《基輔安全協議·烏克蘭的國際安全保障：建議》的報告。報告中強調，烏克蘭最重要的安全保障是依據《聯合國憲章》第51條防禦侵略者的自衛能力，而且保證必須在雙邊協議的基礎上具有政治和法律約束力，包括要符合《基輔安全協議》。安德烈·葉爾馬克在2023年7月12日通報《支持烏克蘭聯合聲明》獲得批准時強調，其中包含的安全保障是基於《基輔安全協議》的概念而制定。

## 聯合聲明的架構
- 與會者確認「堅定致力於建立自由、獨立、民主且主權的烏克蘭之戰略目標，使其能夠在其國際承認的邊界內保護自己並抵制未來的侵略」[1]。
- 確認「烏克蘭的安全是歐洲大西洋地區安全不可分割的一部分」，只要有必要，其支持將持續下去[1]。
- 陳述「支持烏克蘭建立在『共同的民主價值觀和利益基礎上，主要基於對《聯合國憲章》以及領土完整和主權原則的尊重』[1]」
- 宣佈開始「根據我們各自的法律和憲法要求，與烏克蘭進行談判，目的是通過雙邊安全承諾和與此多邊框架達成一致的正式條約」，同時參與者將與烏克蘭合作「制定有關安全領域的具體雙邊長期承諾和協議」[1]。
- 追求侵略者的法律責任途徑。
- 烏克蘭未來遭受武裝攻擊時的行動。
- 烏克蘭承諾：
  - 「為合作夥伴的安全做出積極貢獻，並加強對合作援助的透明度和問責制」[1]。
  - 「繼續實施執法機構改革，司法體系改革，打擊腐敗，公司治理，經濟，安全部門和政府機構...」[1]。
  - 「推進國防改革和現代化...」[1]。
- 歐盟準備為這些努力做出貢獻。
- 其他國家有可能加入聯合聲明。

## 加入聲明的國家
2023年7月12日，捷克總統彼得·帕維爾宣佈「捷克政府已經討論了這項提議，並準備加入。」
2023年7月12日，北歐國家丹麥、芬蘭、冰島、挪威和瑞典在聯合聲明中歡迎七大工業國關於烏克蘭安全保障的聲明，並宣佈準備為其長期安全做出貢獻。
2023年7月13日，荷蘭外交部長沃普克·霍克斯特拉宣佈該國將加入七大工業國有關烏克蘭安全的聯合聲明。
2023年7月14日，西班牙、比利時和葡萄牙也加入該聲明。
2023年8月2日，愛爾蘭和羅馬尼亞也加入該聲明。
2023年8月9日，拉脫維亞加入聲明。
2023年8月12日，希臘加入聲明。
2023年8月15日，北馬其頓加入聲明。
2023年8月16日，保加利亞部長會議通過決定，批准保加利亞加入聲明。
2023年8月17日，愛沙尼亞總理卡婭·卡拉斯、拉脫維亞總理克里斯亞尼斯·卡林斯、立陶宛總理因格麗達·希莫尼特同時發表加入該聲明的聯合聲明。
2023年8月21日，科索沃加入聲明。
2023年8月22日，盧森堡和黑山加入聲明。
2023年8月25日，斯洛文尼亞加入聲明。

## 談判
2023年8月3日，烏克蘭與美國開始雙邊安全保障條約談判。
2023年8月11日，烏克蘭與英國就提供安全保障的雙邊條約開始工作層級談判。
2023年8月26日，烏克蘭和加拿大開始就雙邊安全保障條約進行談判。
2023年9月9日，烏克蘭總統弗拉基米爾·澤倫斯基在與日本外相林芳正會晤時同意啟動烏克蘭安全保障雙邊條約談判。2023年10月7日，烏克蘭和日本開始雙邊安全保障條約第一輪談判。雙方同意進一步協調，並就2023年底前的雙邊談判計畫達成協議。
2023年10月19日，烏克蘭與法國開始就締結雙邊安全保障條約進行第一輪談判。
2023年10月18日，烏克蘭總統澤倫斯基和挪威首相約納斯·加爾·斯特勒同意啟動雙邊安全保障談判。
2023年10月4日，烏克蘭外交部長德米特羅·庫列巴與瑞典外交部長托比亞斯·比爾斯特羅姆同意啟動雙邊安全保障談判。
2023年10月28日，烏克蘭與荷蘭啟動雙邊安全保障諮詢。談判是在馬耳他舉行的第三次烏克蘭和平方案國家安全顧問級別會議期間舉行的。
2023年11月15日，烏克蘭總統澤連斯基在與義大利部長會議主席喬治亞·梅洛尼通電話後指出，雙方已達成「在維爾紐斯七大工業國集團相關發展中開始雙邊安全保障工作」』的聲明。
2023年11月17日，烏克蘭和德國啟動雙邊安全保障條約第一輪談判。雙方就未來雙邊安全保障的方式、形式和內容交換看法，並商定進一步行動計畫。